# Samostojna gardna zračnoprevozna armada (ZSSR)
Samostojna gardna zračnoprevozna armada je bila gardna zračnoprevozna armada v sestavi Rdeče armade med drugo svetovno vojno.

## Zgodovina
Armada je bila ustanovljena z namenom združitve vseh zračnoprevoznih enot pod enotnim poveljstvom. Toda večina teh enot je bila zračnoprevoznih oz. padalskih le po nazivu, saj niso prejele nobenega takšnega urjenja in so bile uporabljene kot navadne pehotne enote.
Decembra 1944, po komaj dobrem mesecu delovanja, je bila armada reorganizirana v 9. gardno armado.

## Organizacija
- . gardni strelski korpus

- 13. gardna strelska divizija
- 98. gardna strelska divizija
- 99. gardna strelska divizija

- 38. gardni strelski korpus

- 11. gardna strelska divizija
- 12. gardna strelska divizija
- 16. gardna strelska divizija

- 39. gardni strelski korpus

- 8. gardna strelska divizija
- 14. gardna strelska divizija
- 100. gardna strelska divizija